# سیارک ۴۵۲۹۸
سیارک ۴۵۲۹۸ (به انگلیسی: 45298 Williamon، نامگذاری:2000AE42) چهل و پنج هزار و دویست و نود و هشتمین سیارک کشف شده‌است که در ۵ ژانویه ۲۰۰۰ کشف شد.